# Johann Martin Hutterus
Johann Martin Hutterus (auch Martin Hutterus; * 28. Juli 1810 in Brakel; † 3. Dezember 1865 in Trier) war ein deutscher Schriftsteller.

## Leben
Hutterus besuchte die Elementarschule in Münster. 1820 kam er auf das Rietberger Proymnasium, wechselte dann auf das Parderborner Gymnasium, das er bis 1827 besuchte. 1828 ging er an die Universität Bonn, an der er sich dem Studium der Rechtswissenschaft und Kameralistik widmete. Bereits in dieser Zeit gab er mit Blüten seinen ersten Gedichtband heraus, der ihm den scherzhaften Namen Blütenmartin einbrachte. Das Studium schloss er 1831 ab.
Hutterus absolvierte sein Referendariat in Münster, bevor er Stempelfiskal und 1850 Regierungsrat in Trier wurde. Er erhielt insbesondere als Lyriker Anerkennung. Ein Unterleibsleiden, weshalb er sich zu Kuraufenthalten unter anderem nach Driburg begab, soll bei ihm solche Leiden verursacht haben, dass er sich mit einer Pistole das Leben nahm.

## Werke (Auswahl)
- Blüten. Gedichte, Bonn 1829.
- Dichtungen. J. H. Deiters, Münster 1838.
- David, Drama in 3 Aufzügen. 2. Auflage, Lintz, Trier 1853.
- Novellen. J. Bädeker, Iserlohn 1862.
- Der Stadtrichter. Erzählung. E. C. Brunn, Münster 1865.
- Aus einer Künstler-Ehe. Novelle. E. C. Brunn, Münster 1865.
- Dunkle Wege. Erzählungen. E. C. Brunn, Münster 1865.